# Rhopalomyia lawrenciae
Rhopalomyia lawrenciae är en tvåvingeart som beskrevs av Peter Kolesik 1998. Rhopalomyia lawrenciae ingår i släktet Rhopalomyia och familjen gallmyggor. Inga underarter finns listade i Catalogue of Life.